# بوكيمون (سلسلة ألعاب فيديو)
بوكيمون (بالإنجليزية: Pokémon‎؛ باليابانية: ポケモン) هي سلسلة من ألعاب الفيديو طورتها شركة غيم فريك ونشرتها شركة نينتندو وشركة بوكيمون تحت علامة بوكيمون التجارية. أنشأها ساتوشي تاجيري، حيث تم إصدار أولى الألعاب، "بوكيمون الأحمر والأخضر"، في عام 1996 في اليابان، ثم أُعيد إصدارها خارج اليابان باسم "بوكيمون الأحمر والازرق". استمر إصدار السلسلة من نوع ألعاب تقمص الأدوار (RPG)، على جميع الأجيال من أجهزة نينتندو المحمولة.
أحدث الألعاب في السلسلة الأساسية، "بوكيمون سكارليت وفايولت"، صدرت في 18 نوفمبر 2022 على جهاز النينتندو سويتش.

## خلفية وتطوير اللعبة
قدم مطور الألعاب ساتوشي تاجيري مفهوم "بوكيمون" إلى موظفي نينتندو في عام 1990، لكنه قوبل بالتشكيك. ومع ذلك، رأى شيغيرو مياموتو إمكانيات كبيرة في الفكرة وأقنع الشركة بالاستمرار في المشروع.
جاءت الفكرة الأولية لبوكيمون من هواية جمع "الحشرات"، وهي هواية شعبية في اليابان استمتع بها تاجيري في طفولته. لكن، أثناء نشأته، لاحظ زيادة التحضر في المدينة التي كان يعيش فيها، مما أدى إلى انخفاض عدد الحشرات. لاحظ تاجيري أن الأطفال أصبحوا يلعبون في منازلهم بدلاً من الخارج، فخطر له فكرة لعبة فيديو تحتوي على مخلوقات تشبه الحشرات، سميت "بوكيمون".
مفهوم اللعبة هو جمع مخلوقات مختلفة تُسمى بوكيمونات أثناء التنقل في منطقة خيالية مستندة إلى أحد المناطق في اليابان.
فكر تاجيري في إصدار نسختين مختلفتين من نفس اللعبة، مع الاختلاف الوحيد هو أن بعض البوكيمونات تكون حصرية لنسخة محددة، ولـ"جمعهم جميعًا" يجب التبادل بين النسختين باستخدام كابل الربط لجهاز غيم بوي. لاحقًا، أصبحت عبارة "اجمعهم جميعًا" (بالإنجليزية: Gotta Catch Em All!)‏ الشعار الرسمي للسلسلة.

## الجيل الأول
تم إصدار الألعاب الأولى في اليابان تحت عنوان "بوكيمون الأحمر" و"بوكيمون الأخضر" في 27 فبراير 1996 على جهاز نينتندو غيم بوي.
قدمت هذه الألعاب 151 بوكيمون متوفرة بين النسختين، وكانت تقع في منطقة خيالية مستوحاة من منطقة "كانتو" في اليابان.
بالإضافة إلى اصطياد البوكيمونات وملء البوكيدكس، تشمل جوانب أخرى من اللعبة تحدي "قاعات البوكيمون الرياضية" ومحاربة منظمة شريرة تدعى ب"فريق روكيت".
أثبت المفهوم الجديد لجمع الوحوش وتدريبها على القتال نجاحه الكبير. أدى ذلك إلى إصدار مانغا وأنمي مقتبسة من الألعاب، وفي وقت لاحق تم إصدار نسخة محسّنة من الألعاب تحت عنوان "بوكيمون الأزرق".

غلاف النسخة الأمريكية من اللعبة بعنوان "Pokémon Red"، يظهر البوكيمون تشاريزارد على الغلاف.

وصلت السلسلة إلى العالم الغربي في أواخر عام 1998 عندما تم إصدار الألعاب تحت عنواني "بوكيمون الأحمر" و"بوكيمون الأزرق" (بالإنجليزية: Pokémon Red and Blue)‏، حيث تم إصدارها في نفس الشهر الذي بدأ فيه عرض الأنمي بالدبلجة الإنجليزية في الولايات المتحدة (كطريقة للترويج للألعاب)، وكان كلاهما ناجحًا بشكل كبير، حيث غذت شعبيتهما بعضهما البعض مما أطلق ظاهرة ثقافية تُعرف باسم "بوكيمينيا".
بشكل عام، تجمع ألعاب بوكيمون بين الاستراتيجية، وجمع العناصر، والمغامرة، مما يجذب اللاعبين من جميع الأعمار.
تدور الألعاب عادةً حول استكشاف عالم خيالي، والتقاط وتدريب مخلوقات تُدعى بوكيمونات، والقتال ضد مدربين آخرين. تشمل العناصر الرئيسية:
1. التقاط البوكيمونات: يستخدم اللاعبون كرات مخصصة لالتقاط البوكيمونات البرية الموجودة في بيئات مختلفة.
2. القتال: يشارك اللاعبون في معارك تعتمد على الأدوار ضد مدربين آخرين او بوكيمونات برية. كل بوكيمون له قدرات وأنواع وإحصائيات فريدة.
3. التدريب والتطور: تكتسب البوكيمونات نقاط خبرة من خلال المعارك، مما يسمح لها بالارتقاء في المستوى والتطور إلى أشكال أقوى.
4. تحدي القاعات الرياضية: يتنافس اللاعبون ضد قادة القاعات الرياضية لكسب الأوسمة، والتي تُعتبر ضرورية لدخول رابطة البوكيمون.
5. الاستكشاف: تحتوي عالم اللعبة على مدن ومسارات ومناطق مخفية للاكتشاف، وغالبًا ما تحتوي على عناصر ومهام جانبية.
6. التبادل والتربية: يمكن للاعبين تبادل بوكيمونات مع اللاعبين الآخرين وتربيتها.
7. القصة: تتميز كل لعبة بسرد يتعلق برحلة اللاعب، وخصومه، وغالبًا ما تتضمن فريقًا شريرًا بأهداف خاصة وبوكيمونات أسطورية.

صورة من اللعبة

تميزت هذه الألعاب بوجود الكثير من الأخطاء في البرمجة مما سمح للاعبين في بعض الحالات بالغش أو تجاوز عقابات معينة، من أشهر هذه الاخطاء هي خطأ ال"الرقم المفقود" أو "ميسنغ نمبر" (بالإنجليزية: MissingNo)‏ حيث يتسبب هذا الخطأ في تدمير بيانات اللعبة وخلل في خرطوشة الشريط وإتلاف بطاقة الذاكرة.

غلاف النسخة الأمريكية من اللعبة بعنوان "Pokémon Yellow"، يظهر البوكيمون بيكاتشو على الغلاف.

نظرًا لشعبية مسلسل الرسوم المتحركة الكبيرة، تم إصدار نسخة جديدة من الألعاب مستوحاة بشكل فضفاض من المسلسل في عام 1998 تحت عنوان "بوكيمون الأصفر" (بالإنجليزية: Pokémon Yellow)‏، والتي كانت تُظهر على الغلاف، الشخصية الرئيسية من المسلسل، بيكاتشو.
مجموع مبيعات ألعاب بوكيمون ريد وبلو وبوكيمون يلو تجاوز 47 مليون نسخة على مستوى العالم. بشكل محدد، تُسجل ألعاب بوكيمون ريد وبلو معًا حوالي 31 مليون نسخة، بينما حققت لعبة بوكيمون يلو مبيعات تقدر بحوالي 14 مليون نسخة. هذه الألعاب تُعتبر من بين الأكثر مبيعًا في السلسلة ولعبت دورًا حاسمًا في شعبية سلسلة بوكيمون عالميًا.

## الجيل الثاني

غلاف النسخة الأمريكية من لعبة "بوكيمون غولد".

غلاف النسخة الأمريكية من لعبة "بوكيمون سيلفر".

تم إصدار "بوكيمون جولد" و"بوكيمون سيلفر" لجهاز "غيم بوي كولر" في عام 1999 في اليابان وفي عام 2000 في أمريكا الشمالية. وقدمت هذه الألعاب الجيل الثاني من بوكيمون وأدخلت 100 نوع جديد، ليصل الإجمالي إلى 251.

### الميزات الرئيسية
1. منطقة جديدة: يستكشف اللاعبون منطقة "جوتو"، التي تلي منطقة "كانتو" من الألعاب الأصلية.
2. دورة الليل والنهار: تؤثر هذه الميزة على أنواع البوكيمونات التي يمكن العثور عليها وأوقات حدوث بعض الأحداث.
3. التكاثر: يمكن للاعبين تربية البوكيمونات لإنشاء بيض يفقس إلى بوكيمون جديد.
4. العناصر: تم تقديم عناصر جديدة مثل انواع مختلفة من التوت والقدرة على حمل العناصر.
5. نوع "الظلام" ونوع "الفولاذ": أضافت هذه الأنواع الجديدة عمقًا أكبر إلى المعارك والاستراتيجيات.
تشتهر الألعاب بأسلوب اللعب الجذاب والشخصيات التي لا تُنسى، بالإضافة إلى القدرة على السفر مرة أخرى إلى منطقة كانتو بعد هزيمة النخبة الأربعة، مما يوفر إحساسًا بالاستمرارية والاستكشاف.

### آليات اللعبة
1. أنواع البوكيمون: أدت إضافة نوعي الظلام والفولاذ إلى تقديم استراتيجيات جديدة في المعارك، مما سمح بتكوين فرق أكثر تعقيدًا.
2. القدرات: رغم أنها لم تُقدم حتى الأجيال اللاحقة، بدأت الأساسيات لخصائص البوكيمون الفريدة هنا.
3. تأثيرات "الحالة": أضافت الحركات الجديدة وتأثيرات الحالة مثل "السم" و"الحرق" و"النوم" عمقًا للمعارك.

### ميزات أسلوب اللعب
1. قاعات البوكيمون الرياضية والأوسمة: يجب على اللاعبين هزيمة ثمانية من قادة القاعات في جوتو لكسب الأوسمة، ثم مواجهة النخبة الأربعة والبطل.
2. تطورات جديدة ل"إيفي": أصبح بإمكان اللاعبين تطور "إيفي" إلى خمسة أشكال مختلفة: "إسبيون" (من النوع النفسي) و"أمبريون" (من نوع الظلام) والأشكال الموجودة سابقًا "فابوريون"، "جولتيون"، و"فلايرون".
3. حمل العناصر: أصبح للبوكيمون حمل عناصر مختلفة لاستخدامها أثناء المعركة أو لتعزيز قدراتهم.
4. التكاثر: سمحت إضافة التكاثر للاعبين بإنشاء بوكيمون جديد بحركات وقدرات محددة، مما أغنى أسلوب اللعب.

### المنطقة والقصة
1. منطقة "جوتو": استُلهمت من منطقة كانساي في اليابان، وتتميز "جوتو" بتنوع البيئات، بما في ذلك المدن والغابات والجبال.
2. البوكيمونات الأسطورية: تم تقديم بوكيمونات مثل "هو-أوه" و"لوغيا"، مرتبطين بأسطورة اللعبة.
3. "فريق روكيت": تتضمن القصة عودة فريق روكيت، مما يوفر إحساسًا بالاستمرارية من الجيل الأول.

### الرسومات والصوت
1. الرسومات: حسنت الرسومات الملونة على جهاز "غيم بوي كولر" من التجربة المرئية العامة، مع شخصيات وخلفيات أكثر تفصيلاً.
2. الموسيقى: تتضمن الموسيقى، التي ألفها جونيتشي ماسدا، نغمات ساهمت في سحر اللعبة.
تُعتبر "بوكيمون جولد" و"بوكيمون سيلفر" عناوين بارزة في السلسلة غالبًا ما تُعتبر من أفضل الألعاب في السلسلة، حيث تمت الإشادة بها من حيث العمق وأسلوب اللعب والابتكار. ورسخت هذه الألعاب شعبية بوكيمون، وأثرت على الأجيال اللاحقة وحافظت على قاعدة جماهيرية.

### النسخة المحسنة

غلاف النسخة الأمريكية من لعبة "بوكيمون كريستال"، يظهر البوكيمون "سويكون" على الغلاف.

"بوكيمون كريستال" هي نسخة محسّنة من "بوكيمون جولد" و"بوكيمون سيلفر"، صدرت لجهاز "غيم بوي كولر" في عام 2000 في اليابان وفي عام 2001 في مناطق أخرى. من الميزات الرئيسية التي قدمتها هذه النسخة:
1. شخصية أنثوية: قدّمت "كريستال" خيار اللعب كشخصية أنثوية للمرة الأولى في السلسلة، مما أتاح تخصيصًا أكبر للاعبين.
2. برج المعركة: قدمت هذه المنشأة الجديدة تحديًا مع صيغ معركة متنوعة، مما سمح للاعبين باختبار مهاراتهم ضد خصوم أقوياء.
3. رسومات محسّنة: زادت الرسومات والرسوم المتحركة، خاصة أثناء المعارك والأحداث، مما جعل اللعبة أكثر جاذبية بصريًا.
4. تحسينات في القصة: تميزت القصة بسرد أكثر تطورًا، مع تركيز أعمق على البوكيمون الأسطوري "سويكون" وقصته الخلفية.
5. أحداث تعتمد على الوقت: تم توسيع دورة الليل والنهار، مما أثر على توفر بعض البوكيمون والأحداث داخل اللعبة بشكل أكبر.
6. حركات جديدة: حصلت بعض البوكيمونات على حركات جديدة أو تغييرات في مجموعات حركاتها، مما وفر خيارات استراتيجية أكثر في المعركة.
تلقت اللعبة مراجعات إيجابية لتحسيناتها وابتكاراتها، وغالبًا ما تُعتبر واحدة من أفضل العناوين في سلسلة بوكيمون.بسبب انها عززت العديد من آليات اللعب والميزات التي ستستمر في الألعاب المستقبلية للبوكيمون.

## الجيل الثالث

### بوكيمون روبي وسافاير
|                                  |  |  |
| غلاف النسخة الأمريكية من اللعبة. |  |  |

بوكيمون روبي وسافاير (بالإنجليزية: Pokémon Ruby and Sapphire)‏، تم تطويرهما من قِبل غيم فريك ونشرا بواسطة نينتندو وذا بوكيمون كومباني على جهاز الغيم بوي أدفانس. صدرت في اليابان في 21 نوفمبر 2002، وفي أمريكا الشمالية في 19 مارس 2003. مثلت هذه الألعاب الجيل الثالث من السلسلة.
- الإعداد:

تدور أحداث الألعاب في منطقة "هوين" (Hoenn)، وهي منطقة جديدة تحتوي على العديد من البيئات المتنوعة، مثل الغابات، والجبال، والشواطئ. المنطقة تتميز أيضًا بوجود نظام الطقس الذي يؤثر على التجربة العامة في اللعبة.
- الشخصيات:

يستطيع اللاعب اختيار أحد الشخصيات الرئيسية ذكر أو أنثى ("ماي" أو "براندن")، وبدء مغامرته في جمع الـبوكيمونات. يجب على اللاعب مواجهة قاعات البوكيمون الرياضية المختلفة والتنافس ضد "النخبة الأربعة" للحصول على لقب بطل "هوين".
- المنافسات:

تتضمن الألعاب أيضًا ظهور منظمة "Team Aqua" و"Team Magma"، وهما منظمتان تسعيان لتحقيق أهداف متعارضة تتعلق بمصير المياه والأراضي. يتوجب على اللاعب إيقافهما والحفاظ على توازن الطبيعة.
- بوكيمونات جديدة: تم تقديم 135 بوكيمون جديد في هوين.

- القتال الثنائي: يتمتع اللاعبون بقدرة القتال مع بوكيموناتهم ضد بوكيمونات الخصوم في معارك ثنائية، مما يعزز من استراتيجية المعارك.

### بوكيمون إمرلد

غلاف النسخة الأمريكية من اللعبة، يظهر البوكيمون "رايكوازا" على الغلاف.

تم إصدارها في 16 سبتمبر 2004 في اليابان و1 مايو 2005 في أمريكا الشمالية. كانت هذه النسخة بمثابة تحسين للنسخ السابقة
- الخصائص الجديدة:[7]

1.Battle Frontier: مرحلة جديدة تم تقديمها في هذه اللعبة، وهي منطقة جديدة تضم مجموعة من التحديات والمنافسات المتنوعة، حيث يمكن للاعبين اختبار مهاراتهم ضد أعداء أقوياء.
2.قصص متداخلة: تم دمج القصة المتعلقة بفريق "أكوا" وفريق "ماغما"، وإعطاء دور أكبر للبوكيمون الأسطوري "رايكوازا". بالاضافة إلى توسيع منطقة "سافاري" أين يمكن الإمساك ببعض بوكيمونات الجيل الثاني.
3.التحسينات الجرافيكية:
الرسومات: تم تحسين الرسومات بشكل كبير مقارنة بالألعاب السابقة، مما يوفر تجربة بصرية أكثر حيوية.
الصوت: موسيقى اللعبة والموسيقى التصويرية تلقت تحسينات، مما أضاف جوًا مميزًا للأحداث.

### بوكيمون فاير ريد وليف غرين

مقارنة هاتين اللعبتين، فالإصدار الأصلي
للعبة بوكيمون ريد وبلو (أعلى الصورة) صدرت سنة 1996م، والإصدار المستحدث للعبة بوكيمون فاير ريد وليف غرين (أسفل الصورة) سنة 2004م.

- خلفية: بسبب عدم القدرة على الربط بين جهاز "غيم بوي" الأصلي وال"غيم بوي أدفانس"، لم يتمكن اللاعبون من نقل بوكيموناتهم القديمة إلى الألعاب الجديدة، مما حال دون اكتمال ال"بوكيدكس" في الألعاب الجديدة، حيث لم تكن جميع البوكيمونات متاحة فيها. أدى ذلك إلى إعادة تقديم ألعاب الجيل الأول بنسخة حديثة لجهاز ال"غيم بوي أدفانس" تحت عنواني "فاير ريد" و"ليف غرين". بينما تم إصدار الألعاب الأصلية خارج اليابان باسم "بوكيمون ريد" و"بلو". تم إختيار اللون الأخضر في هذا الإصدار، أوضحت شركة "غيم فريك" لاحقًا أن النار والماء هما شيئان متضادان يمثلان الصراع، في حين أن اللون الأخضر يمثل السلام، وأن العالم مليئ بالصراع بما يكفي في إشارة إلى غزو الولايات المتحدة للعراق الذي حدث مطلع ذلك العام.[8]

- أهم الاختلافات بين "بوكيمون فاير ريد" و"بوكيمون لييف جرين" من جهة و"بوكيمون ريد" و"بوكيمون بلو" من جهة أخرى:

1. الرسوميات والصوت: تم تحسين الرسومات مع ألوان محسنة وحركات أكثر، بالإضافة إلى جودة صوت أعلى.
2. البوكيمونات المتاحة: تشمل بوكيمونات من الأجيال الثلاثة الأولى (حتى 386 بوكيمون). تحتوي على بوكيمونات حصرية لكل إصدار.
3. أليات اللعب: تقدم آليات جديدة مثل تقسيم الحركات إلى جسدية وخاصة، مما يتيح استراتيجيات أفضل في المعارك، بالإضافة إلى ميزات متعددة مثل إمكانية الجري، واجهة مستخدم محسنة، وبوكيدكس مع معلومات إضافية.
4. الاتصال: تدعم التبادل والمعارك عبر الكابل أو الاتصال اللاسلكي.
5. القصة والأحداث: توسع في القصة مع مهام جانبية إضافية وشخصيات وأحداث جديدة، بما في ذلك قصة أكثر عمقًا لفريق "روكيت".
6. المناطق والميزات الجديدة: تقديم مناطق جديدة مثل "برج المعركة" و"جزر سيفاي" أين يمكن إيجد بوكيمونات من منطقة "جوتو".

## الجيل الرابع

### بوكيمون دايمند وبرلوبوكيمون بلاتينم
|                                  |  |  |
| غلاف النسخة الأمريكية من اللعبة. |  |  |

ألعاب البوكيمون "دايموند" و"بيرل" تم إصدارها في عام 2006 للنينتندو دي إس. تدور أحداث اللعبة في منطقة "سينو".
- القصة:

تبدأ القصة بشخصية اللاعب الذي يسعى ليصبح بطل البوكيمون، حيث يجمع البوكيمونات، يتحدى المدربين الآخرين، ويقاتل قادة قاعات البوكيمون الرياضية. يجب على اللاعب مواجهة فريق "غالكتك"، الذي يخطط لإعادة تشكيل العالم باستخدام قوى البوكيمونات الأسطورية مثل "ديالغا" و"بالكيا".
- الميزات:

1. البوكيمونات الجديدة: تحتوي اللعبة على أكثر من 100 بوكيمون جديد، بما في ذلك سلاسل تطور جديدة.
2. الرسومات المحسّنة: تم تحسين الرسوميات مقارنة بالإصدارات السابقة، مع استخدام خاصية 3D في بعض المناطق.
3. دعم اللعبة لوضع اللعب الجماعي عبر الواي فاي، حيث يمكن للاعبين القتال وتبادل البوكيمونات مع أصدقائهم.

غلاف النسخة الأمريكية من لعبة بوكيمون بلاتينم.

ردود فعل المعجبين على ألعاب "بوكيمون دايموند" و"بوكيمون بيرل" كانت متنوعة. بينما استمتع بعض اللاعبين بالرسومات الجديدة والموسيقى، أعرب آخرون عن خيبة أملهم بسبب بطء حركة اللعبة ومشكلات الأداء. كما انتقد آخرون وتيرة السرد البطيئة وشعروا أن القصة كانت تفتقر إلى الإثارة وأن وتيرتها كانت بطيئة جداً.
النقد حول المشاكل التقنية كان شائعاً، حيث لاحظ بعض اللاعبين وجود أخطاء في اللعبة، مما أثر على تجربتهم. لذلك، جاء إصدار نسخة محسنة ثالثة بعنوان "بوكيمون بلاتينم" كاستجابة لهذه الانتقادات، حيث قدم تحسينات على العديد من العناصر، بما في ذلك القصة وطريقة اللعب، ما أدى إلى استقبال أفضل.

### بوكيمون هارت غولد وسول سيلفر
تعتبر ألعاب "بوكيمون هارت جولد" و"بوكيمون سول سيلفر" من الألعاب الشهيرة التي صدرت على منصة نينتندو دي إس. تم إصدار هذه الألعاب في عام 2009 كإعادة إصدار للألعاب الأصلية "بوكيمون جولد" و"بوكيمون سيلفر" التي صدرت في عام 1999.
الخصائص والمميزات:
1. العالم المفتوح: تدور أحداث الألعاب في منطقتين رئيسيتين، "جوتو" و"كانتو". يمكن للاعبين استكشاف هذه العوالم، والتفاعل مع الشخصيات والبوكيمونات.
2. الرسوميات: تمتاز الألعاب برسوميات محسنة مقارنةً بالإصدارات الأصلية، مع تأثيرات ثلاثية الأبعاد في بعض المناطق.
3. البوكيمونات: تحتوي الألعاب على أكثر من 490 نوعاً من البوكيمونات، مما يمنح اللاعبين مجموعة واسعة من الخيارات لتجميع وتدريب بوكيموناتهم.
4. المميزات الجديدة: تشمل الألعاب العديد من الميزات الجديدة مثل:
- إمكانية اتباع بوكيمون اللاعب في العالم الخارجي.

- نظام "Pokéwalker" الذي يسمح للاعبين بنقل البوكيمونات إلى جهاز محمول لتعزيز تجربة اللعب.

5. القصة: القصة تتبع مغامرات مدرب بوكيمون يهدف إلى هزيمة زعماء الصالات وجمع الشارات، بالإضافة إلى مواجهة فريق "روكيت" الشرير.
6. البوكيمونات الأسطورية: تحتوي الألعاب على العديد من البوكيمونات الأسطورية الإضافية مثل "رايكوازا" و"لاتيوس" و"لاتياس"، مما يجعل تجربة البحث عنها و جمعها مثيرة.
الاستقبال:
تلقت الألعاب تقييمات إيجابية من النقاد واللاعبين على حد سواء، حيث تم الإشادة بها لتقديم تجربة محدثة وفريدة من نوعها مع الحفاظ على جوهر الألعاب الأصلية.
بشكل عام، تُعتبر "هارت جولد" و"سول سيلفر" من أفضل ألعاب البوكيمون، حيث نجحت في جذب اللاعبين الجدد والمحافظين على السلسلة.

## الجيل الخامس

### بوكيمون بلاك ووايت
لعبة "بوكيمون بلاك" و"بوكيمون وايت" هما جزء من سلسلة ألعاب بوكيمون، صدرتا في عام 2010 في اليابان و2011 في باقي أنحاء العالم. تتميزان بتقديم جيل جديد من البوكيمونات، حيث تم تقديم 156 بوكيمون جديد. تدور القصة في منطقة "يونوفا" المستوحاة من الولايات المتحدة وخاصة مدينة نيويورك.
اللعب يتضمن استكشاف العالم، جمع البوكيمونات، قتال المدربين، والتنافس ضد قادة القاعات الرياضية. اللعبة تلقت تقييمات إيجابية بفضل رسوماتها الجديدة وعمق قصتها.

### بوكيمون بلاك 2 ووايت 2
لعبتا "بوكيمون بلاك 2" و"بوكيمون وايت 2" هما تكملتان لألعاب "بوكيمون بلاك" و"بوكيمون وايت"، صدرتا في 2012. تدور أحداثهما بعد مرور عامين على أحداث الأجزاء السابقة، حيث يتم استكشاف منطقة "يونوفا" مرة أخرى مع تغييرات في الخريطة وظهور شخصيات جديدة.
تقدم اللعبتان 300 بوكيمون من الأجيال السابقة، مما يوفر تنوعًا أكبر. كما تتضمنان ميزات جديدة مثل "Battle Subway" و"Pokémon World Tournament". الألعاب تلقت تقييمات إيجابية، حيث أشادت بتحسينات في القصة واللعب.

## الجيل السادس

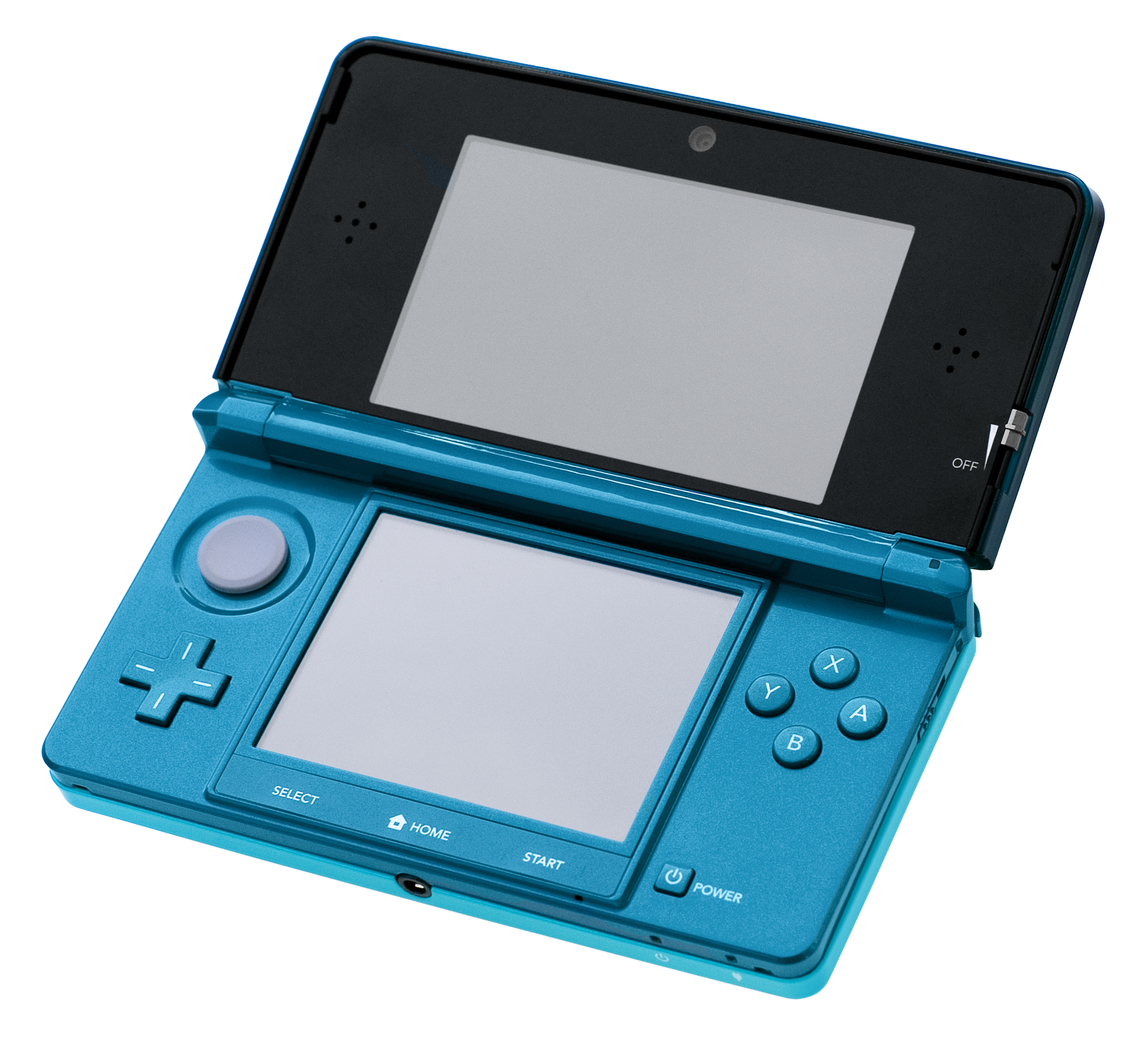
جهاز إكس اند واي الذي صدرت عليه لعبتا بوكيمون إكس و بوكيمون واي

### بوكيمون إكس اند واي
لعبتا "بوكيمون إكس" و"بوكيمون واي" صدرتا في عام 2013 على أجهزة نينتندو 3دي أس، وهما أول ألعاب في السلسلة تستخدم رسومات ثلاثية الأبعاد بالكامل. تدور أحداثهما في منطقة "كالوس"، المستوحاة من فرنسا، وتقدمان 72 بوكيمون جديدًا.
تتميز الألعاب بخاصية "Mega Evolution" التي تتيح لبعض البوكيمونات التحول إلى أشكال أقوى خلال المعارك. كما تم تحسين أسلوب اللعب بشكل عام، مع إضافة ميزات مثل "Pokémon Amie" و"Sky Battles".
تلقى "بوكيمون إكس" و"واي" تقييمات إيجابية، بفضل الابتكارات والتصميم الجذاب.

### بوكيمون أوميغا روبي وألفا سافاير
لعبتا "بوكيمون أوميغا روبي" و"ألفا سافاير" صدرتا في 2014 وهما إعادة تصور للعبة "بوكيمون روبي" و"بوكيمون سافاير" التي صدرتا في 2002. تدور أحداثهما في منطقة "هوين"، مع تحسينات في الرسوميات وأسلوب اللعب.
تتميز الألعاب بخاصية "Mega Evolution" التي تم تقديمها في لعبة "Pokémon X and Y"، بالإضافة إلى تحسينات في القصة والمحتوى، مثل إضافة "حلقة Delta" التي توسع القصة بعد الانتهاء من اللعبة. تلقت الألعاب تقييمات إيجابية بفضل التحسينات والذكريات المرتبطة بالنسخ الأصلية.

## الجيل السابع

### بوكيمون سان ومون
لعبتا "بوكيمون سان" و"بوكيمون مون" صدرتا في 2016، وهما جزء من الجيل السابع من سلسلة بوكيمون. تدور أحداثهما في منطقة "ألولا"، المستوحاة من جزر هاواي، وتقدمان 81 بوكيمون جديدًا.
تتميز الألعاب بإلغاء نظام القاعات الرياضية التقليدية واستبداله بنظام "تحديات ألولا"، حيث يجب على اللاعبين مواجهة تحديات متنوعة. كما تم تقديم ميزات جديدة مثل "حركات Z" و"الأشكال الألولية"، التي تعيد تصميم بعض البوكيمونات الكلاسيكية لتناسب البيئة الجديدة.
تلقت "بوكيمون سان" و"مون" تقييمات إيجابية، حيث أشيد بهما لابتكاراتهما في أسلوب اللعب والقصة.

### بوكيمون ألترا سان وألترا مون
لعبتا "بوكيمون ألترا سان" و"ألترا مون" صدرتا في 2017 كإصدارات محسّنة من "بوكيمون سان" و"بوكيمون مون". تدور أحداثهما أيضًا في منطقة "ألولا"، لكنهما تقدمان قصة موسعة مع شخصيات جديدة وأحداث مختلفة.
تتميز الألعاب بإضافة ال"Ultra Beasts" وهي عبارة عن بوكيمونات من أبعاد أخرى، مما يضيف عمقًا وتجديدًا للتجربة. كما تم تحسين نظام المعارك والرسوميات، مع تقديم المزيد من خيارات التخصيص للبوكيمونات.
تلقت الألعاب تقييمات إيجابية بفضل القصة المعززة والابتكارات الجديدة في أسلوب اللعب.

### Pokémon: Let's Go, Pikachu and Let's Go, Eevee
صدرت لعبة  Pokémon: Let's Go Pikachu  ولعبة Pokémon: Let's Go Eevee في 16 نوفمبر 2018 على منصة نينتندو سويتش، وتعتبر إعادة صنع للعبة بوكيمون يلو، تضمنت فقط البوكيمونات ال151 الأصلية، إضافة إلى بوكيمونان إثنان أسطوريان جديدين، تمتيز هذه اللعبة بخاصية الربط مع لعبة بوكيمون غو على الهواتف النقالة.
حازت اللعبة على إشادة الجمهور بسبب سلاسلة أسلوب اللعب و الجرافيكس المتطور والرسم ثلاثي الأبعاد.

## الجيل الثامن

### بوكيمون سورد وشيلد
لعبتا "بوكيمون سورد" و"بوكيمون شيلد" صدرتا في 2019 كجزء من الجيل الثامن من سلسلة بوكيمون. تدور أحداثهما في منطقة "غالار"، المستوحاة من المملكة المتحدة، وتقدمان 81 بوكيمون جديدًا.
تتميز الألعاب بمنطقة "Wild Area"، وهي منطقة مفتوحة تتيح للاعبين استكشاف العالم بحرية والبحث عن البوكيمونات. كما تم تقديم ظاهرتي "Dynamax" و"Gigantamax"، مما يسمح لبعض البوكيمونات بالتحول إلى أشكال أكبر وأكثر قوة خلال المعارك.
تلقت "بوكيمون سورد" و"شيلد" تقييمات مختلطة وكانت موضوع جدل بين اللاعبين، بينما أشيد البعض بتصميم المنطقة والابتكارات في أسلوب اللعب، تعرضت
الألعاب إلى الكثير من الانتقادات بشأن عدم توفرها على جميع البوكيمونات من الأجيال السابقة.

### بوكيمون برليانت دايموند وشاينينغ بيرل
لعبتا "بوكيمون برليانت دايموند" و"شاينينغ بيرل" صدرتا في 2021 كإعادة تصور للعبة "بوكيمون دايموند" و"بوكيمون بيرل" الأصلية التي صدرتا في 2006. تدور أحداثهما في منطقة "سينو" مع تحسينات في الرسوميات وأسلوب اللعب.
تتميز الألعاب بأسلوب فني مستوحى من الرسوم المتحركة، مع الحفاظ على عناصر اللعبة الأصلية. تم إضافة بعض الميزات الجديدة مثل "Grand Underground" الذي يتيح للاعبين استكشاف كهوف جديدة وجمع البوكيمونات.
تلقت الألعاب تقييمات سلبية، بسبب عدم إضافة الكثير من الميزات الجديدة وعدم إصلاح العديد من الأخطاء والمشاكل الموجودة في الألعاب الأصلية.

### بوكيمون ليجيندز: آركياس
صدرت هذه اللعبة في 28 يناير 2022، وهي لعبة جانبية صدرت على جهاز نينتندو سويتش.
تدور أحداث اللعبة في الماضي البعيد، حيث يسافر اللاعب عبر الزمن إلى منطقة "هيسوي"، وهي منطقة قديمة كانت موجودة قبل "سينوه". يجب على اللاعب هزيمة 5 بوكيمونات ألفا مختلفة من أجل استعادة استقرار الزمان والمكان في المنطقة. كما يمكن للاعب استكشاف المناطق المختلفة بحرية وإكمال مجموعة متنوعة من المهام الجانبية التي يقدمها الشخصيات غير القابلة للعب (NPCs) في اللعبة.

## الجيل التاسع

### بوكيمون سكارليت وفايولت

غلاف اللعبتين.

لعبتا "بوكيمون سكارليت" و"فايولت" صدرتا في 2022 كجزء من الجيل التاسع من سلسلة بوكيمون. تدور أحداثهما في منطقة "بالديا"، التي تستوحي تصميمها من شبه الجزيرة الإيبيرية.
تتميز الألعاب بعالم مفتوح بالكامل، مما يتيح للاعبين استكشاف المناطق بحرية، مع تقديم قصة غير خطية. كما تم إدخال ميزات جديدة مثل "Terastal Phenomenon"، الذي تتيح للبوكيمونات تغيير نوعها أثناء المعارك.
تلقت "بوكيمون سكارليت" و"فايولت" تقييمات مختلطة، حيث أشيد بتجربة اللعب المبتكرة، لكن بعض اللاعبين انتقدوا وجود مشاكل تقنية.

### بوكيمون ليجيندز: زي-أي
تم الإعلان عن هذه اللعبة في فبراير 2024، ومن المترقب صدورها سنة 2025.
تتبع هذه اللعبة أسلوب لعب مماثل للعبة بوكيمون ليجيندز: آركياس، تدور أحداثها في مدينة "لوميوز" في منطقة "كالوس"، ومن المفترض عودة خاصية "تطور ميغا" (Mega Evolution).

## الألعاب الجانبية والفرعية

### لألعاب الجانبية
| عنوان اللعبة                    | تاريخ الإصدار                                         | المنصة           | الوصف |
| ------------------------------- | ----------------------------------------------------- | ---------------- | ----- |
| بوكيمون ستاديوم                 | اليابان 30 أبريل 1999                                 | نينتندو 64       |       |
| بوكيمون ستاديوم 2               | اليابان 14 ديسمبر 2000                                | نينتندو 64       |       |
| بوكيمون كولوسيوم                | 21 نوفمبر 2003 اليابان                                | نينتندو غيم كيوب |       |
| بوكيمون إكس دي: غال أوف داركنيس | اليابان 4 أغسطس 2005                                  | نينتندو غيم كيوب |       |
| بوكيمون باتل ريفولوشن           | 14 ديسمبر 2006 اليابان                                | وي               |       |
| بوكيمون غو                      | 6 يوليو 2016 (أستراليا، نيوزيلندا و الولايات المتحدة) | أندرويد آي أو إس |       |

### لألعاب الفرعية

بوكيمون شانل
بوكيمون تردينغ كارد غيم
بوكيمون بينبول: روبي أند سيفر
بوكيمون بوزل ليغ
بوكيمون بوزل شالينج
بوكيمون مايستري دونغون: بلو ريسكو تيم
بوكيمون مايستري دونغون: ريد ريسكو تيم
ديتكتيف بيكاتشو
بوكيمون كافيه ميكس
أيقونة بوكيمون ماسترز

| عنوان اللعبة                                                  | تاريخ الإصدار          | المنصة                       | الوصف |
| ------------------------------------------------------------- | ---------------------- | ---------------------------- | --- |
| هاي يو بيكاتشو!                                               | 12 ديسمبر 1998 اليابان | نينتندو 64                   | حيوان أليف افتراضي لنظام نينتندو 64؛ اللاعب يمتلك ويستكشف مواقع مختلفة مع بيكاتشو، ويتحدث إليه عبر ميكروفون. |
| بوكيمون شانل                                                  | 18 يوليو 2003 اليابان  | نينتندو غيم كيوب             | حيوان أليف افتراضي لجهاز جيم كيوب؛ اللاعب يشاهد التلفاز مع بيكاتشو، ويستخدم ساعة جهاز الجيم كيوب لفتح برامج جديدة.                                                                                               |
| بوكيمون داش                                                   | 2 ديسمبر 2004 اليابان  | نينتندو دي أس                | لعبة سباق لجهاز دي إس؛ اللاعبون يتحكمون في بيكاتشو ويحاولون التفوق على بوكيمون الآخرين. |
| بوكيمون تردينغ كارد غيم (لعبة فيديو)                          | 18 ديسمبر 1998 اليابان | غيم بوي كولر                 | لعبة استراتيجية لجهاز جيم بوي؛ اللاعبون يستخدمون بطاقات تداول البوكيمون للقتال بدلاً من البوكيمون الحقيقي. |
| بوكيمون تي سي جي أونلين                                       | 24 مارس 2011           |                              | |
| سوبر سماش برذرز                                               | 1999                   | نينتندو 64                   | لعبة قتال لنظام نينتندو 64 تتنافس فيها شخصيات نينتندو المختلفة ضد بعضها. بيكاتشو وجغليباف قابلان للعب، بينما تظهر بوكيمون متنوعة من كرات البوكيمون لمساعدتها في المعركة.                                         |
| بوكيمون سناب                                                  | 21 مارس 1999 اليابان   | نينتندو 64                   | لعبة إطلاق من منظور الشخص الأول لنظام نينتندو 64؛ اللاعب يلتقط صوراً للبوكيمون في جزيرة البوكيمون. |
| نيو بوكيمون سناب                                              | 2021                   | نينتندو سويتش                | |
| بوكيمون بيكروس                                                | 2 ديسمبر 2015 اليابان  | نينتندو 3دي أس               | |
| بوكيمون بينبول                                                | 14 أبريل 1999 اليابان  | غيم بوي كولر                 | لعبة بينبول لجهاز جيم بوي؛ يمكن للاعبين القتال والتقاط بوكيمون من الجيل الأول. |
| بوكيمون بينبول: روبي أند سيفر                                 | 1 أغسطس 2003 اليابان   | غيم بوي أدفانس               | لعبة بينبول لجهاز غيم بوي أدفانس، مشابهة للعبة الأولى، لكنها تشمل بوكيمون من منطقة هوين فقط. |
| بوكيمون بوزل ليغ                                              | 25 سبتمبر 2000 أ.ش     | نينتندو 64                   | لعبة ألغاز لنظام نينتندو 64، مشابهة لتترس أتاك، ومبنية على الأنمي. صدرت فقط في أمريكا الشمالية وأستراليا وأوروبا.                                                                                                |
| بوكيمون بوزل شالينج                                           | 21 سبتمبر 2000 اليابان | غيم بوي كولر                 | |
| بوكيمون لينك!                                                 | 20 أكتوبر 2005 اليابان | نينتندو دي أس                | لعبة ألغاز لجهاز دي إس؛ يجب على اللاعبين ترتيب أربعة بوكيمون في صف واحد لكي تختفي. |
| بوكيمون لينك: باتل!                                           | 12 مارس 2014 اليابان   | نينتندو 3دي أس               | |
| بوكيمون مايستري دونغون: بلو ريسكو تيم وريد ريسكو تيم          | 17 نوفمبر 2005 اليابان | غيم بوي أدفانس نينتندو دي أس | |
| بوكيمون مايستري دونغون: إكسبلورس أف تايم وإكسبلورس أف داركنيس | 13 سبتمبر 2007 اليابان | نينتندو دي أس                | |
| بوكيمون مايستري دونغون: إكسبلوررز أوف ذا سكاي                 | 2009                   | نينتندو دي أس                | |
| بوكيمون مايستري دونغون: أدفانتشر تيم                          | 4 أغسطس 2009 اليابان   | وي واير                      | |
| بوكيمون مايستري دونغون: غيتس تو إنفينتي                       | 23 نوفمبر 2012 اليابان | نينتندو 3دي أس               | |
| بوكيمون سوبر مايستري دونغون                                   | 17 سبتمبر 2015 اليابان | نينتندو 3دي أس               | |
| بوكيمون رينجر                                                 | 23 مارس 2006 اليابان   | نينتندو دي أس                | لعبة آر بي جي أكشن لجهاز دي إس؛ اللاعب هو حارس بوكيمون ويزور منطقة جديدة، "فيور". |
| بوكيمون رينجر: شادوز أف آلميا                                 | 20 مارس 2008 اليابان   | نينتندو دي أس                | لعبة آر بي جي أكشن لجهاز دي إس تتبع نفس الصيغة مثل سابقتها، لكنها تشمل بوكيمون من الجيل الرابع وتنتقل إلى منطقة جديدة، "ألميا".                                                                                  |
| بوكيمون رينجر: غارديان ساينس                                  | 6 مارس 2010 اليابان    | نينتندو دي أس                | لعبة آر بي جي أكشن لجهاز دي إس؛ تكملة لـ بوكيمون رينجر: شادوز أف آلميا، تستخدم نفس أسلوب الالتقاط كما في شادوز أف آلميا، وتتبع نفس الصيغة التي استخدمتها اللعبتان السابقتان، وتنتقل إلى منطقة جديدة، "أوبليفيا". |
| بوكيمون رامبل                                                 | 16 يونيو 2009 اليابان  | وي واير                      | |
| بوكيمون رامبل بلاست                                           | 11 أغسطس 2011 اليابان  | نينتندو 3دي أس               | |
| بوكيمون رامبل يو                                              | 24 أبريل 2013 اليابان  | وي يو                        | |
| بوكيمون رامبل ورلد                                            | 8 أبريل 2015 العالم    | نينتندو 3دي أس               | |
| بوكيمون رامبل راش                                             | 2019                   | أندرويد آي أو إس             | |
| بوكي بارك وي: بيكاتشوز أدفانتشر                               | 5 ديسمبر 2009 اليابان  | وي                           | |
| بوكي بارك 2: واندرز بيوند                                     | 12 نوفمبر 2011 اليابان | وي                           | |
| ديتكتيف بيكاتشو                                               | اليابان 3 فبراير 2016  | نينتندو 3دي أس               | |
| ديتكتيف بيكاتشو ريتيرنز                                       | 2021                   | نينتندو سويتش                | |

### عناوين وإصدارات أخرى
| عنوان اللعبة                      | تاريخ الإصدار                 | المنصة           | الوصف |
| --------------------------------- | ----------------------------- | ---------------- | ----- |
| ماي بوكيمون رينش                  | 25 مارس 2008 اليابان          | وي واير          |       |
| ليرن ويث بوكيمون: تايبنغ أدفانتشر | 21 أبريل 2011 اليابان         | نينتندو دي أس    |       |
| بوكيمون كونكويست                  | 17 مارس 2013 اليابان          | نينتندو دي أس    |       |
| بوكيمون آرت أكاديمي               | 19 يونيو 2014 اليابان         | نينتندو 3دي أس   |       |
| بوكيمون شوفل                      | 18 فبراير 2015 العالم         | نينتندو 3دي أس   |       |
| بوكين تورنامنت                    | 16 يوليو 2015 اليابان         | وي يو            |       |
| بوكيمون دويل                      | 12 ابريل 2016 اليابان         | أندرويد آي أو إس |       |
| بوكيمون: ماغيكارب جمب             | 24 مايو 2017 العالم           | أندرويد آي أو إس |       |
| بوكيمون ماسترز                    | أغسطس 2019                    | أندرويد آي أو إس |       |
| بوكيمون سليب                      | فبراير 2023                   | أندرويد آي أو إس |       |
| بوكيمون سمايل                     | 17 يونيو 2020                 | أندرويد آي أو إس |       |
| بوكيمون كافيه ميكس                | 23 يونيو 2020                 | نينتندو سويتش    |       |
| بوكيمون يونايت                    | 21 يوليو 2021 (نينتندو سويتش) | نينتندو سويتش    |       |
| بوكيمون ميني                      | 16 نوفمبر 2001                |                  |       |
| بوكيمون بيكاتشو                   | 27 مارس 1998                  |                  |       |

## أنظر أيضًا
- بوكيمون (أنمي)
- بطاقات بوكيمون التجارية
- بوكيمون غو

## روابط خارجية
- الموقع الرسمي
- الموقع الرسمي الياباني (باليابانية)